# Nemapogon arenbergeri
Nemapogon arenbergeri är en fjärilsart som beskrevs av Reinhardt Gaedike 1986. Nemapogon arenbergeri ingår i släktet Nemapogon och familjen äkta malar.
Artens utbredningsområde är Turkiet. Inga underarter finns listade i Catalogue of Life.